# Fabada
Fabada asturiana, o simplemente fabada, es el plato tradicional de la cocina asturiana elaborado con faba asturiana (en asturiano, fabes), embutidos como chorizo y la morcilla asturiana, y con cerdo. Es el plato típico de Asturias (el plato regional más conocido de la región asturiana), pero su difusión es tan grande en la península ibérica que forma parte de la gastronomía de España más reconocida. Se considera según ciertos autores una de las diez recetas típicas de la cocina española. Es un plato invernal con un volumen alto en calorías y grasa que se sirve caliente a mediodía (almuerzo). Probablemente la fabada empezó a consumirse en Asturias desde el siglo XVI aunque no se encuentren referencias escritas de ella hasta el siglo XIX, en distintas notas de prensa de un diario gijonés en el que se la menciona como un plato popular asturiano.

## Historia de la Fabada

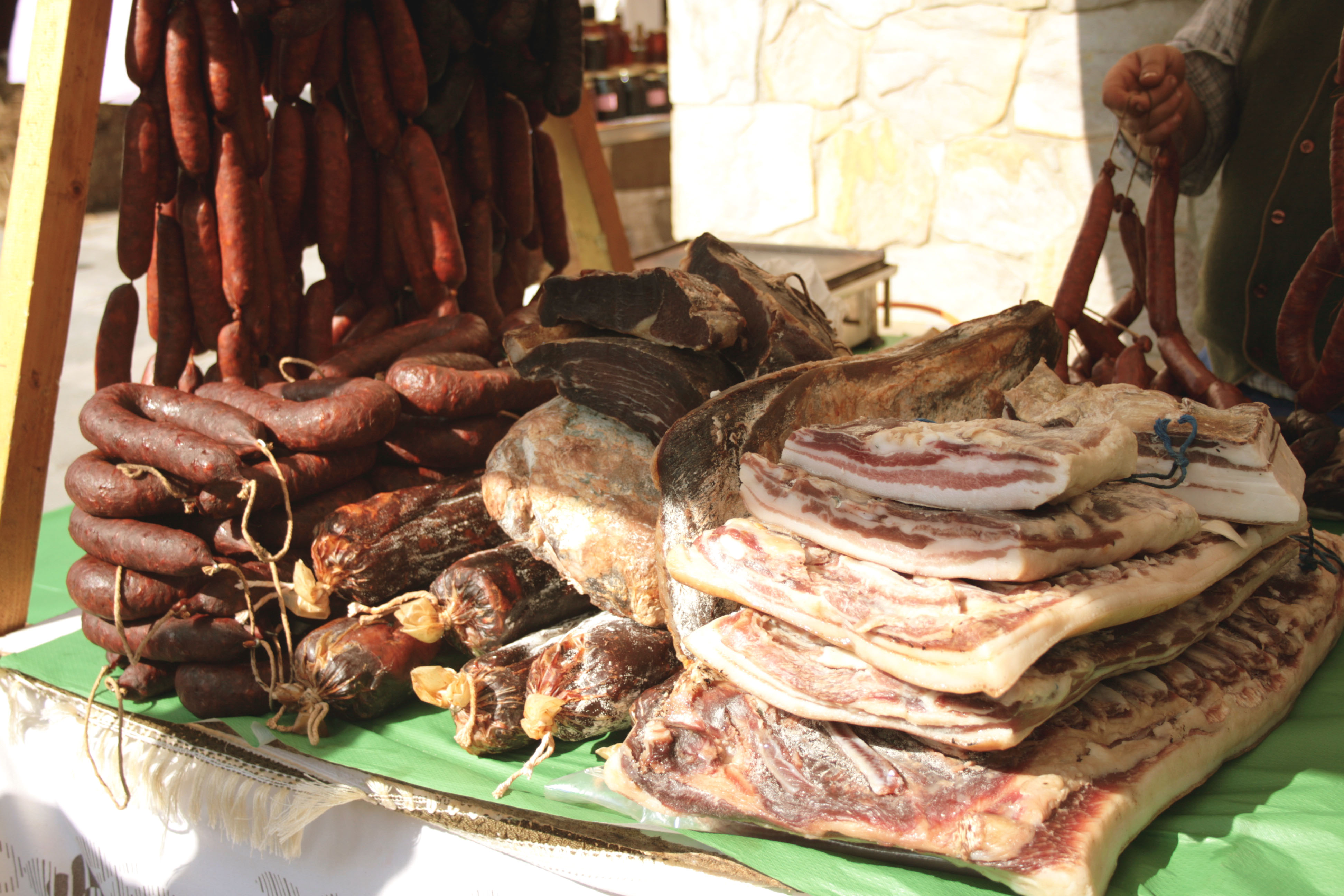
Compango.

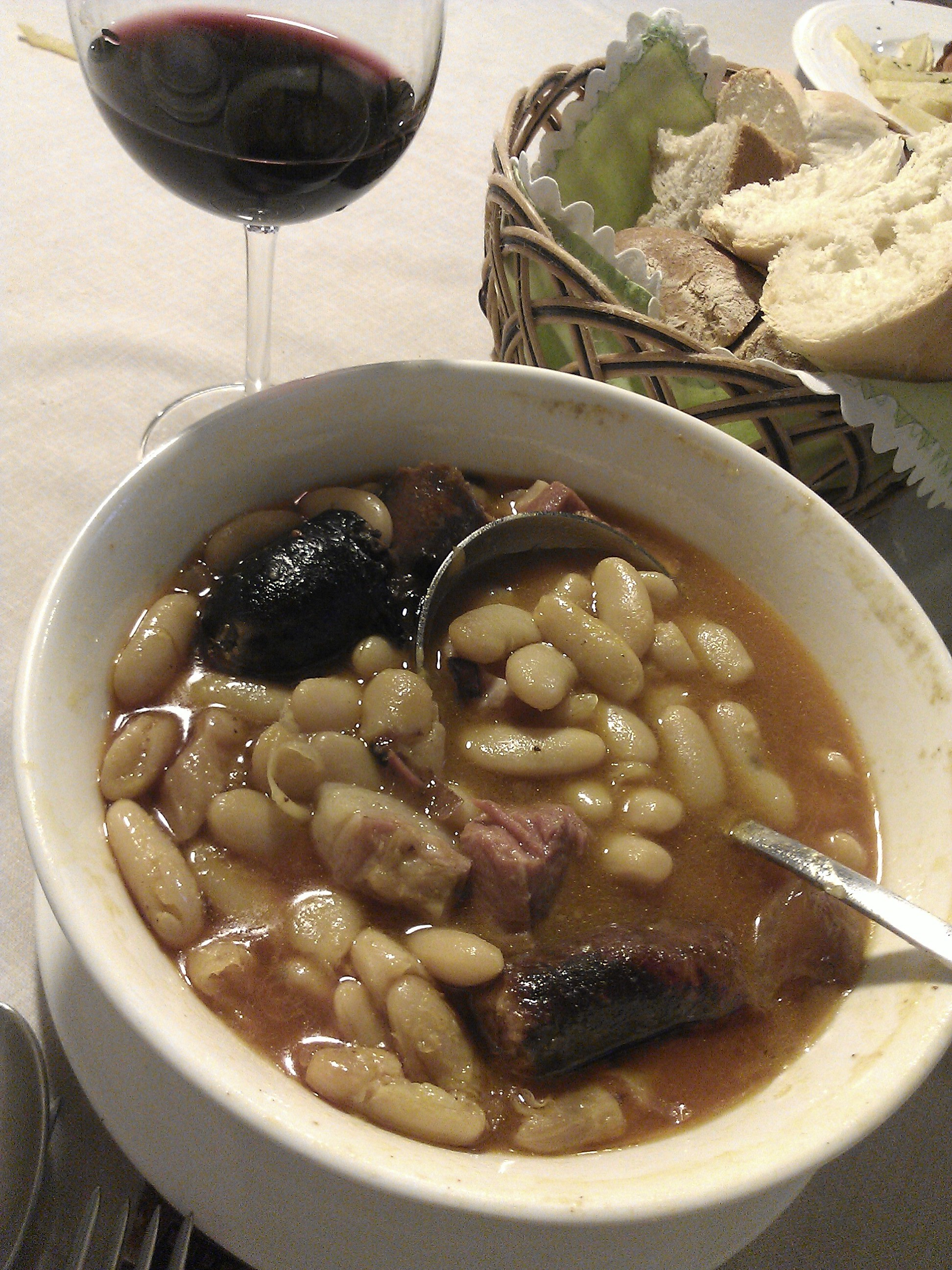
Fuente de fabada lista para servir.

El consumo de "fabes" se remonta en Asturias al siglo XVI, en el que se sabe con certeza que se plantaban en el territorio y se consumían. La variedad que se emplea en la fabada es la que se denomina "de la Granja", es una variedad suave y mantecosa apropiada para este plato. El cultivo de esta variedad ocupa en Asturias cerca de 2500 hectáreas. Los ingredientes de la receta de la fabada revelan un origen humilde. Los estudiosos piensan que pudo haber nacido en el siglo XVIII aunque no hay evidencias que sustenten esto. A pesar de que las fabas son un ingrediente puramente rural, se mantiene la creencia de que la fabada nace en las ciudades. No existen referencias escritas literarias sobre las fabas en ninguna de las obras de la época. Una de las más conocidas: La Regenta, no la menciona a pesar de hacer una descripción exhaustiva de las costumbres de la región. Otros autores mencionan su parecido con la cassoulet del Languedoc procedente de la cocina francesa que podría haber llegado a España gracias al Camino de Santiago vía la ruta francesa en la época de la Edad Media.
La primera referencia escrita a la fabada aparece en el diario asturiano de Gijón El Comercio en 1884 pero no menciona la receta. Las apariciones posteriores en la literatura culinaria asturiana relacionan el plato con el pote asturiano, autores como Armando Palacio Valdés al describir las características de los pastores asturianos en su obra "Sinfonía Pastoral" (1931) no menciona el plato. Según la investigación de diferentes expertos la fabada nace en un periodo no determinado entre el siglo XIX y XX. Algunos autores se inclinan más por el siglo XX. Hoy en día es sin embargo ya un plato conocido, no solo en Asturias sino que en todo el territorio español. Aparecen recetas en la literatura de comienzo de siglo.
Los emigrantes asturianos por el mundo dieron cuenta de este plato en otros lugares, de esta forma hay en algunos sitios variantes de este plato como en las áreas cercanas a la ciudad estadounidense de Tampa.
En Colombia, la bandeja paisa es una adaptación criolla de la fabada, reemplazando las fabas por frijoles bola roja (remojados 12 a 16 horas) cocinados con pata de cerdo, cebolla ajo y sal, acompañados de chorizo, chicharrón de cerdo, carne molida cocida, huevo frito, aguacate en lajas y arroz blanco.

## Características
La forma de cocinar este plato es simple, aunque no fácil. Existen factores que pueden echar a perder su elaboración como un mal desalado de las carnes, una cocción a fuego fuerte, el uso de ingredientes no adecuados e incluso las características del agua de cocción. Existen referencias que mencionan la fabada como un plato popular, asequible por un módico precio.

### La faba

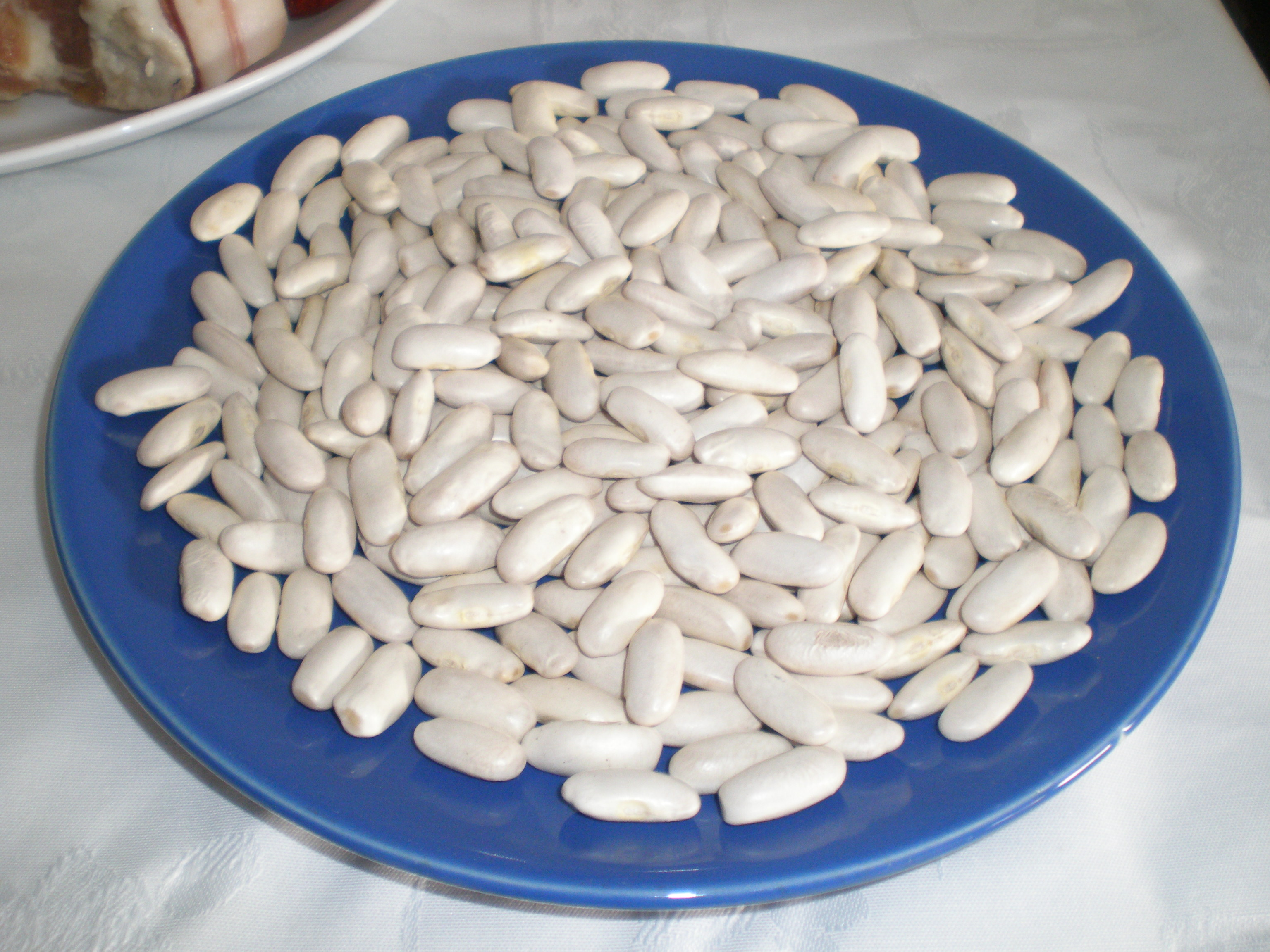
Faba asturiana.

La fabada está hecha con alubias blancas (Phaseolus vulgaris) secas puestas a remojo durante varias horas antes de la cocción. Existen muchas variedades asturianas, no obstante algunas variedades como la "faba asturiana" tienen denominación de origen con la que se regula a cerca de 300 productores. En España es asociada de forma errónea la faba con el "judión de la Granja", aunque no tiene nada que ver con las "fabas de la granja" que se cultivan en Asturias. Se comercializa seca y debe ser puesta a remojo en agua fría, justo que las cubra, unas horas antes de ser cocinada (a poder ser, el día antes por la noche). Como regla nemotécnica, Asturias es fría, del norte (de España), luego a las fabes se le echa agua fría, mientras que los garbanzos son de León, al sur (de Asturias), de clima caluroso en verano, luego se les echa agua caliente.
La cocción dura entre cinco y ocho horas dependiendo de la variedad y antigüedad de la faba, debe ser con la tapadera a medio poner, la cocción debe ser suave, no violenta, y se debe romper el hervor con pequeñas cantidades de agua fría (a esta operación se le dice que "asusta" o que "plasma" las fabas). Durante la cocción no debe removerse con instrumento alguno las fabas, basta con mover la olla periódicamente (con un cuarto de hora basta). Las fabes bien cocidas se notan por estar tiernas (tiernes) y enteras (enteres) y sobre todo que no se note la piel o cutícula que las rodea. Desde el punto de vista nutricional las fabas aportan fibra e hidratos de carbono.

### El compango

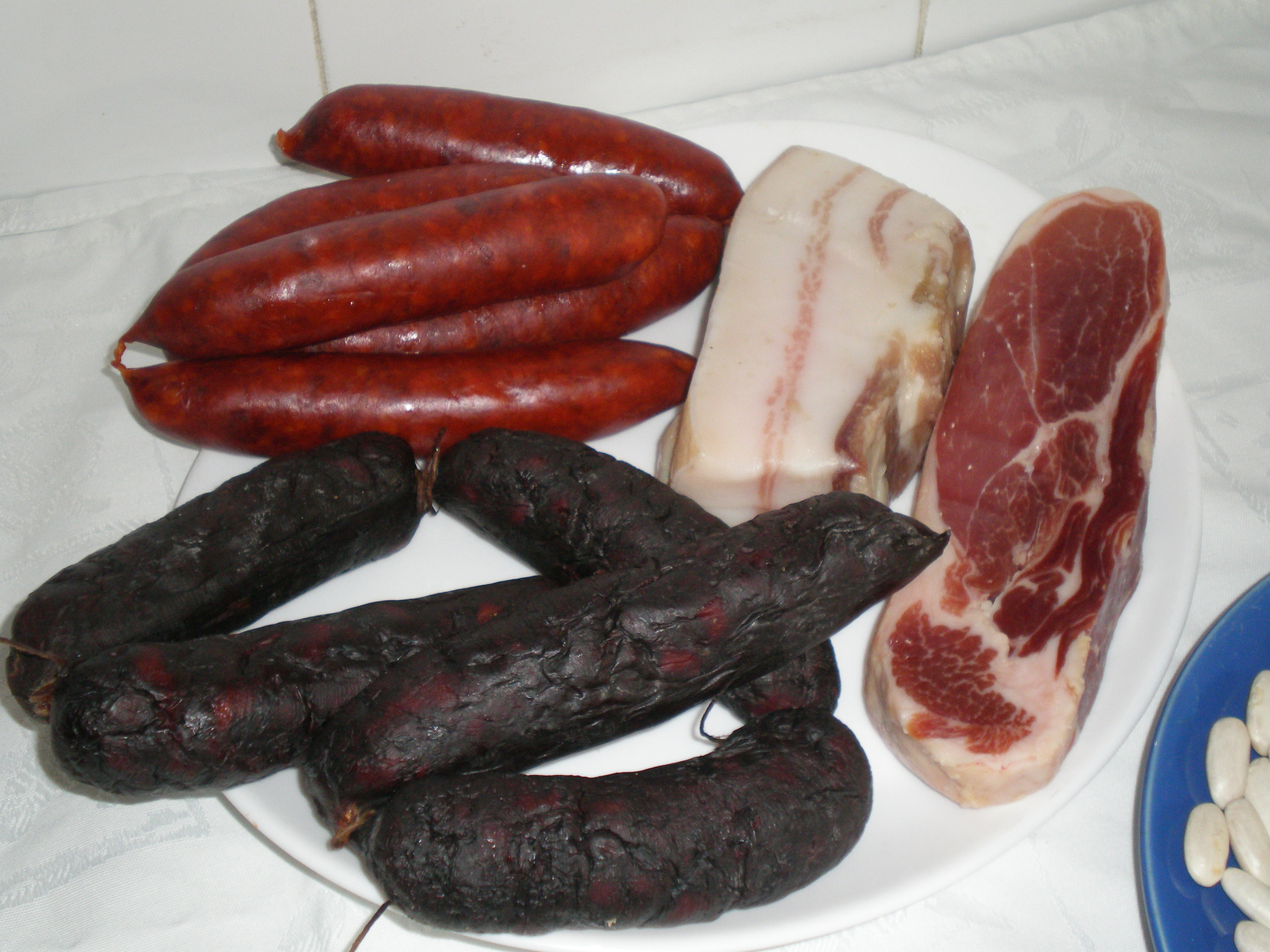
Chorizo, morcilla, lacón, tocino y fabes.

Las alubias se acompañan de otros ingredientes cárnicos procedentes del cerdo como el tocino (que debe ser de la zona de la papada), el chorizo (suele tener alguna cantidad en pequeña proporción de carne de vacuno), la morcilla de Asturias (con sabor ligeramente ahumado), lacón, costillares, oreja o rabo. A todos estos embutidos y salazones (Panceta en salazón) se les conoce con el nombre de compango. Todos ellos productos de la matanza del cerdo. Poseen un aroma ligeramente ahumado. Se suelen añadir especias como azafrán que le proporcionan un color anaranjado al caldo, y aromas característicos, así como laurel. La faba bien cocida es según los expertos, mantecosa al paladar, en ningún caso deben existir fabas rotas tras la cocción o deshechas en puré.

### Preparación
Es un plato de preparación lenta que puede llevar varias horas de preparación si se hace de manera tradicional. Las alubias se cuecen durante dos horas (con una cebolla entera que luego se tira), siempre cubiertas de agua, y en la etapa final se le añade el compango. Hay que pensar que les fabes aumentan de tamaño con la cocción y que nunca se deben remover con una cuchara (ya que se romperían). El caldo de la fabada debe ir ligado, a veces se suelen romper unas fabas para que proporcionen el almidón suficiente, debe tener un color rojizo/amarillento debido a la solución grasienta del pimentón/azafrán. Los puristas de la fabada rechazan la adición de especias como hojas de laurel, ajo y carnes que no sean de cerdo.

### Servir

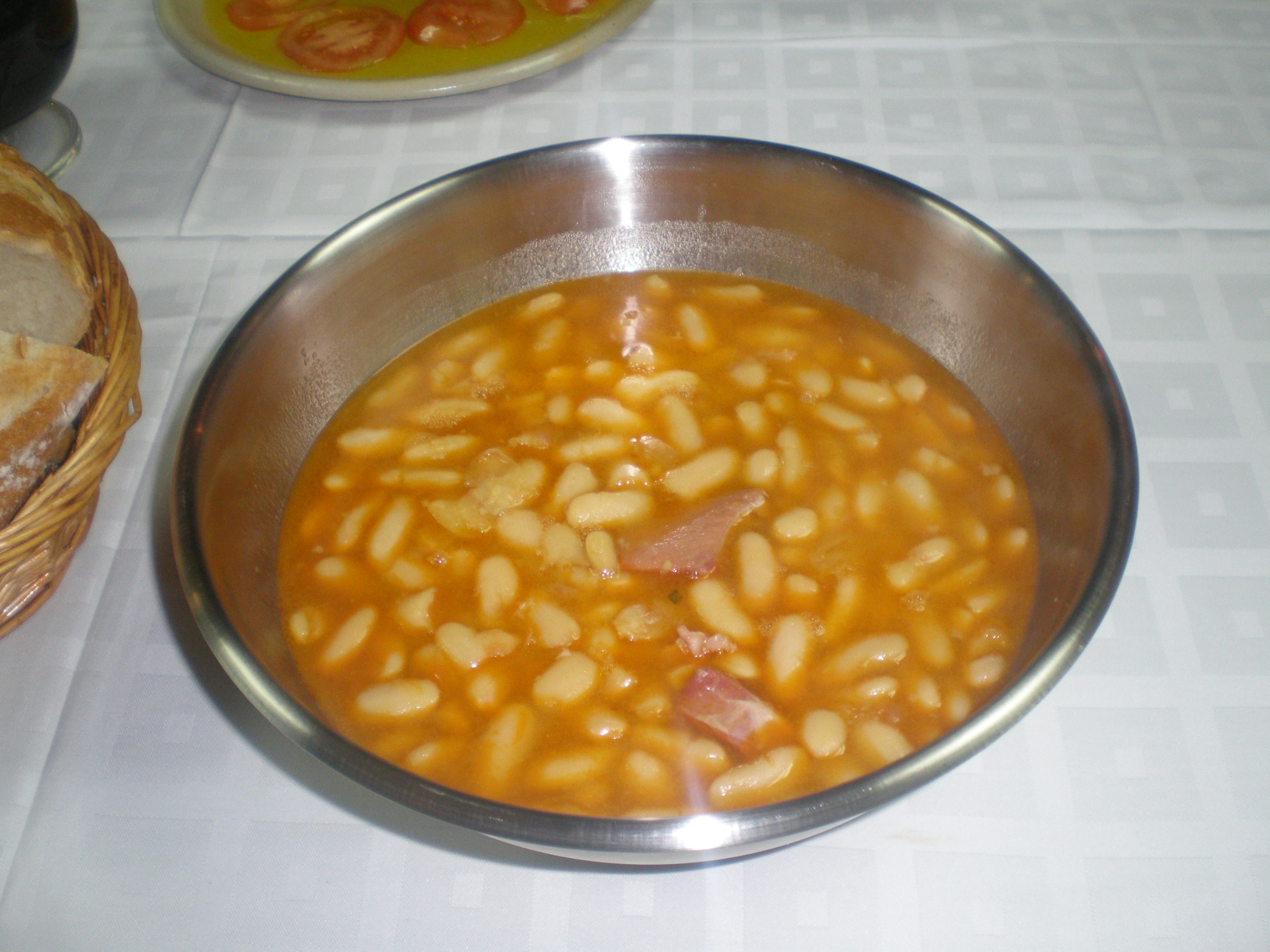
Fuente de Fabada.

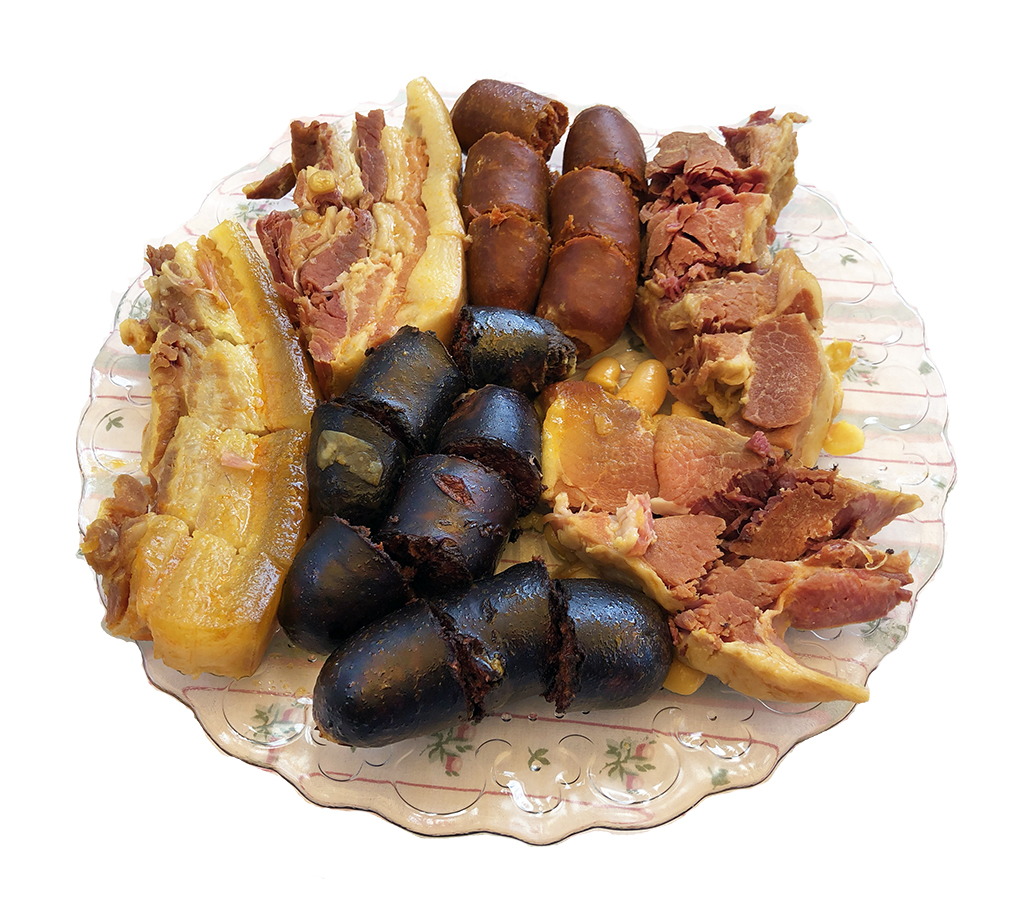
Compango de Fabada, listo para servir.

Es un plato que según la sabiduría popular: "sabe mejor al día siguiente" de haberlo cocinado. Se suele servir en plato o cazuela de barro con los trozos de compango cocidos servidos aparte en una fuente. Por su contenido se trata de un plato único. Existe una disputa entre los seguidores de este plato acerca de la bebida con la que se debe acompañar, algunos mencionan la sidra por tradición, otros que cerveza y los hay que mencionan el vino. Lo cierto es que no hay bebida unánimemente aprobada por todos. Tras su ingesta hay que saber que las fabas son causantes de los reflujos gastroesofágicos, se pueden aliviar con cualquier medicamento adecuado para combatir la pesadez del estómago (en ningún caso bicarbonato, provoca efluvios).

## Platos similares
En Occitania, existe una versión similar llamada caçolet (cassoulet en francés). En México, existen dos tipos de platillos muy similares a la fabada asturiana.  Uno de ellos son conocidos como frijoles charros. Pero tal vez lo más parecido a la fabada asturiana,  son los patoles, receta que se ha consumido en los estados mexicanos de Durango,  Sinaloa y Chihuahua desde la época prehispánica.  Es un platillo que se remonta a tiempos prehispánicos. Es muy probable que la fabada fuera traída a España por familias denominadas como Indianos. Si bien la receta como se conoce actualmente, se desarrolló en el virreinato por antiguos vaqueros del norte del país, también conocidos como Charros, de donde proviene su nombre; estos desarrollaron el platillo, ya que al vivir en zonas áridas contaban solo con granos y ristras de chiles y ajos, embutidos y casquería en general que provenía de su profesión; sus ingredientes típicos son frijol de las variedades pinto o peruano, tocino, chorizo, en ocasiones salchicha o costilla, chiles secos o encurtidos, tomate, cebolla, ajo y hierbas de olor; los frijoles charros al igual que el cassoulet suelen cocinarse y servirse en enseres de barro, si bien el primero es un plato más caldoso. En Brasil, un plato comparable pero que utiliza judías pintas y carnes de allí, es la feijoada. Otro platillo similar, este francés, es el cassoulet del Languedoc. Por su parte, en Chile existe un plato similar llamado porotos, que puede acompañarse de mote de trigo (porotos con mote) o bien de tallarines o espaguetis (porotos con riendas).En Cuba, país con una gran descendencia y costumbres españolas, los frijoles constituyen un plato esencial en las comidas. Su preparación es similar, y son comunes los "potajes" de frijol negro, colorado, y blanco, al que se le pueden añadir carnes, embutidos, papas y abundante sazón. Es común mezclarlo con arroz a la hora de comerlo.

## Fabada envasada
La fabada, desde mediados del siglo XX, se viene envasando en latas de metal. Se ha podido demostrar que el producto enlatado conserva sus propiedades organolépticas intactas. Existen numerosas marcas que lo comercializan y no es raro encontrarlas en los supermercados de España.

## Jornadas y concursos gastronómicos

### Certamen de la Faba Asturiana
Celebrado en Grado (Asturias) y enmarcado con las celebraciones de las fiestas y mercados tradicionales de primera y segunda flor (abril o mayo).
Es el primero y único certamen en Asturias de la Faba Asturiana de Denominación de Origen. Celebrado en colaboración con el Consejo Regulador de la Denominación de Origen de la Faba Asturiana e incluye los premios anuales y oficiales del concejo regulador. Celebrado por primera vez en 2008, con degustación popular en 2009 y otros eventos en otros ediciones. En 2015 en su octava edición había degustación popular preparado por una escuela de hostelería con recetas utilizando la faba.

### Jornadas Gastronómicas de la Fabada, Fabes y Verdinas
Celebrado en Llanes.

### Jornadas de su Excelencia, la Fabada
Las Jornadas de su Excelencia La Fabada se celebran en La Felguera en el mes de diciembre desde 1980. Durante las jornadas, que suelen durar 3 días, se celebra un pregón y se distingue con la Pota de Oro a un personaje relevante en el aspecto gastronómico o cultural. El sábado se celebra el concurso provincial en varias categorías. Durante los 3 días de jornadas, los restaurantes de la zona sirven menús especiales que incluyen la fabada, además de otras actividades musicales.